# Macrozamia humilis
Macrozamia humilis är en kärlväxtart som beskrevs av David Lloyd Jones. Macrozamia humilis ingår i släktet Macrozamia och familjen Zamiaceae. IUCN kategoriserar arten globalt som sårbar. Inga underarter finns listade i Catalogue of Life.